# What Have You Done
What Have You Done este primul single extras de pe albumul The Heart of Everything de către formația olandeză de rock simfonic, Within Temptation. Melodia reprezintă un duet cu solistul trupei Life of Agony, Keith Caputo.

## Poziții ocupate în topuri
| Topul (2007)            | Poziția maximă |
| ----------------------- | -------------- |
| Albania Singles Chart   | 14             |
| Austrian Singles Chart  | 41             |
| Dutch Singles Chart     | 7              |
| Finnish Singles Chart   | 4              |
| German Singles Chart    | 31             |
| Greek Singles Chart     | 19             |
| Lithuania Airplay Chart | 4              |
| Polish Singles Chart    | 3              |
| Portugal MTV's Hit List | 1 (2)          |
| Swiss Singles Chart     | 36             |
| Canadian Singles Chart  | 49             |
| Israeli Singles Chart   | 16             |
| U.S. Mainstream Rock    | 33             |